# Helford (wieś)
Helford – wieś w Anglii, w Kornwalii, nad rzeką Helford. Leży 29 km na wschód od miasta Penzance i 386 km na południowy zachód od Londynu.